# Planell dels Moltons
El Planell dels Moltons és una plana agrícola del terme municipals de Conca de Dalt, al Pallars Jussà, dins de l'antic terme d'Hortoneda de la Conca i en territori del poble d'Hortoneda.
Està situada al sud-oest d'Hortoneda, al capdamunt i ponent de les Costes de la Font de l'Aumetlla, al sud-est de lo Montiell i al nord del Planell de Soriguera.